# Mormonia agrippina
Mormonia agrippina är en fjärilsart som beskrevs av John Kern Strecker 1874. Mormonia agrippina ingår i släktet Mormonia och familjen nattflyn. Inga underarter finns listade i Catalogue of Life.